# Soligor GmbH
Soligor GmbH — немецкая компания, занимающаяся производством, продажей и обслуживанием бытовой электроники, оптики, фото- и видеотехники. Штаб-квартира компании находится в городе Лайнфельден-Эхтердинген, Германия.

## История
Компания создана в 1967 году в Германии американской компанией Allied Impex Corporation и первоначально называлась A.I.C. Phototechnik GmbH. Современное название компания получила в 1993 году.